# Socket 939
Socket 939是AMD處理器插座的一種，於2004年6月推出，用作取代Athlon 64所使用的Socket 754，是支持64位元平台AMD64的插座，並支持雙通道（Dual Channel）。而支持DDR2 SDRAM的Socket AM2已取代Socket 939。
Socket 939與Socket 754主要不同的地方為：
- 支持內含有雙通道記憶體控制器的Athlon 64處理器（64位元）
- HyperTransport能支持1000MHz速率

## 可用性
Socket 939於2004年6月推出，在2006年5月被AM2取代，但需求仍然很高。目前雙核只有Athlon 64 X2 4200+ 這型號（90納米製程，2x512 KB L2快取，89W，E4和E6步進）仍然有售。
用於這插座的單核和雙核處理器包括Athlon 64、Athlon 64 FX、Athlon 64 X2、Opteron和Sempron。其中Opteron 185和Athlon 64 FX-60，具2.6 GHz的時脈和1MB L2快取，是在這插座中最快的處理器。

## 技術
Socket 939支持双通道DDR SDRAM記憶體，具6.4 GB/s的記憶體頻寬。Socket 939的處理器均支持3DNow!、SSE和SSE2指令集，而Revision E之後的更支持SSE3指令集。它有一個16位元的HyperTransport，能夠以2000 MT/s運行。用於這插座的處理器均有每個64KB的L1指令和數據快取，與512KB或1MB的L2快取。

## 外部連結
- AMD Product Information（页面存档备份，存于）
- AMD Technical Details for Athlon 64 and Athlon 64 FX（页面存档备份，存于）
- Socket 939 Motherboard Roundup #2